# Link baiting
Uzasadnienie: zbliżone pojęcia, do integracji analogicznie jak w anglojęzycznej Wikipedii
Link baiting – działanie mające na celu zdobycie naturalnych linków przychodzących bez konieczności zapłaty za nie. Metoda ta polega na zachęcaniu ludzi do linkowania strony za pomocą różnych środków. Pojęciem link baitingu można określić każde działanie, którego skutkiem jest sprowokowanie innych do zamieszczenia linków do danej strony. Działania te różnią się między sobą, w zależności od grupy docelowej.
Link baiting to również strategia SEO, której celem jest usytuowanie strony internetowej na jak najwyższej pozycji w wynikach wyszukiwarek internetowych.

## Formy Link baitingu
Matt Cutts określa „linkbait” jako coś wystarczająco interesującego, by przyciągnąć uwagę ludzi. Częstymi technikami stosowanymi w link baitingu są:
- Infografiki
- Widżety
- Crowdfunding
- Hostowanie serwisów
- Konkursy
- Wywiady